# Nipaecoccus lycii
Nipaecoccus lycii är en insektsart som beskrevs av Tang 1992. Nipaecoccus lycii ingår i släktet Nipaecoccus och familjen ullsköldlöss. Inga underarter finns listade i Catalogue of Life.